# Oumar Camara
Oumar Camara (Montivilliers, 19 agosto 1992) è un calciatore francese naturalizzato mauritano, centrocampista svincolato della nazionale mauritana.

## Carriera

### Club
Ha giocato nella seconda divisione francese e nella massima serie greca.

### Nazionale
Nel 2021 ha esordito con la nazionale mauritana; nel medesimo anno è anche stato convocato per la Coppa d'Africa.